# Каньон (остров)
Каньон — остров и город в округе Джуно, Аляска, США. Расположен в 4 км к северо-востоку от устья реки Райт, 51 км к северо-востоку от города Джуно. Название острова впервые сообщили в 1960 году. Площадь острова — 1,3 км², наибольшая высота — 21 м.

## История
Раньше на острове жило племя таку. В 1930-х годах была радиостанция. На острове действует научно-исследовательская станция для изучения лососей.